# أودادن
مجموعة أودادن (بالأمازيغية: ⵓⴷⴰⴷⴻⵏ) فرقة موسيقية مغربية تغني باللغتين العربية و الأمازيغية، تأسست بحي بنسركاو نواحي أكادير سنة 1978. تعني أودادن الغزلان باللهجة السوسية. تعني كلمة "أودادن" تعني "الغزلان" باللهجة السوسية (تاشلحيت)، وقد أطلق عليها هذا الاسم لاحقًا بعد أن كان اسمها الأول "أدجارن" أي "الجيران" . تتوفر المجموعة حاليا على أربعة عشر البوما غنائيا .
تشتهر الفرقة بدمجها بين الأغنية الأمازيغية التقليدية (خاصة نمط تاشلحيت) والموسيقى العصرية. اعتمدت على المزج بين الإيقاعات السريعة والآلات مثل البانجو، الجيتار الكهربائي، الطبل، الدف والدربوكة. أسلوبها "تيروبّا - Tagroupit/Tiroubba" راقص وحيوي، وغالبًا ما يُعتمد في الأعراس والمناسبات. 

## المسار والإنتاج:
- البداية كانت بالحفلات والأعراس في سوس وأكادير.
- الانطلاقة الفعلية نحو الشهرة كانت عام 1985 عبر أول إنتاج مع شركة "صوت المعاريف".
- حاليا أنتجت المجموعة بين 14 إلى 25 ألبوماً (تختلف حسب المصادر).[2]
- من أشهر أغانيهم: "ضيف الله"، "أومان أتكيت"، "شي إيميك فل إيي إيميك"، "أمزتىي أدور ضرغ" وغيرها.
- تميزت أغانيهم بالقصائد الطويلة والصور الشعرية الرمزية.

## الحضور الوطني والدولي:
شاركت في أبرز المهرجانات المغربية والعالمية: مهرجان تيميتار بأكادير (Timitar Festival)) وهو حدث ثقافي دولي يُنظّم سنويًا في مدينة أكادير، يهدف إلى الاحتفاء بالموسيقى الأمازيغية وربطها بالتجارب الموسيقية العالمية.
أحيّت حفلات دولياً في فرنسا، بلجيكا، الدنمارك، البرازيل، ماليزيا، والولايات المتحدة، بينها مهرجانات متنوعة من بينها "Rainforest World Music Festival" في ماليزيا و"Sauti za Busara" في تنزانيا..

## تأثير أودادن:
تُعدّ مجموعة أودادن من أبرز روّاد الأغنية الأمازيغية الحديثة، وقد تركت أثرًا بالغًا في المشهد الفني المغربي والعالمي:
- أسهمت في دمج الإيقاعات التقليدية التراثية مع روح العصر، وجمعت بين الأمازيغية والدارجة المغربية، مما جعلها قريبة من جميع الفئات بالمجتمع، خصوصًا في سوس.
- لُقّبت الفرقة بأنها "مدرسة فنية حية" بفضل تألّقها الأدائي والإبداع المتواصل، وقد ألهمت أجيالًا من الفرق الشابة على امتداد سوس وما وراءها لتبنّي نفس النهج الفني وتأسيس مجموعات مشابهة.

## أعضاء المجموعة
- عبد الله الفوا - الغناء و البانجو
- أحمد الفوا - الدف و الدربوكة
- محمد جمومخ - الطامطام
- العربي أمهال - الناقوس
- خالد الفوا - الدف
- العربي بوخرموس - القيتارة